# Fernando Sales
Fernando Sales de los Cobos (* 12. September 1977 in Sevilla) ist ein ehemaliger spanischer Fußballspieler.

## Karriere

### Spieler
Der 1,71 Meter große Mittelfeldspieler begann seine Karriere beim Verein Betis Sevilla und war für eine Saison unter Vertrag. 1997 wurde er an den Verein UD Los Palacios ausgeliehen. Nach zwei Jahren beim Verein Levante UD wechselte er 2000 zum Verein Real Valladolid. Nach dem Debüt gegen den Verein UD Las Palmas, welches mit einem 1:1 endete, war ein unbestrittener Spieler und schoss während der drei Jahre insgesamt 17 Tore. 2004 unterschrieb er einen fünfjährigen Vertrag beim FC Sevilla. Mit Sevilla gewann er 2007 den Spanischen Pokal. Am 13. Jänner 2008 unterschrieb er bei Celta Vigo einen freien Vertrag. Im September des gleichen Jahres unterschrieb er einen anderen Ein-Jahres-Vertrag bei Hércules Alicante. Fernando ist kontinuierlich in der zweiten Liga unter Vertrag. Seine weiteren Stationen waren Albacete Balompié und AD Alcorcón. Vom 1. Juli 2014 bis  Anfang November 2014 war er vertrags- und vereinslos. Am 4. November 2014 unterschrieb er bis Saisonende einen Vertrag beim Viertligisten UD San Sebastián de los Reyes in San Sebastián de los Reyes.
Am 1. Juli 2015 beendete Sales seine Karriere als Fußballspieler.

## Erfolge

### Spieler
FC Sevilla
- Copa del Rey: 2007